# Kråshaj
Kråshaj (Chlamydoselachus anguineus) är en bottenlevande, sällsynt art av haj som lever på djupt vatten i Stilla havet, Indiska oceanen och Atlanten. Den var fram till 2000-talet den enda arten i släktet Chlamydoselachus och familjen Chlamydoselachidae. 
På grund av flera morfologiska skillnader godkänns sedan 2009 ytterligare en art i släktet kråshajar, afrikansk kråshaj (Chlamydoselachus africana).
Kråshajen blir drygt 2 meter lång och liknar en ål. Den har sex gälar och tänder med sylliknande spetsar. Arten är evolutionärt den äldsta nu levande hajen och man har hittat 80 miljoner år gamla fossiler.
Beroende på utbredning sker fortplantningen under vissa årstider eller under hela året (till exempel nära Japan). Könsmognaden infaller för exemplar av hankön när de är 110 cm långa och för honor vid 140 till 150 cm längd. Honan är dräktig i ett till tre och ett halvt år och föder två till tolv ungar per gång. Nyfödda ungar har ungefär en längd av 55 cm.
Utbredningsområdet är 120 till 1280 meter djupa hav över hela världen. Arten observeras sällan. Arten filmades för första gången i sitt naturliga habitat den 27 augusti 2004 av den amerikanska undervattensroboten Johnson Sea Link II, på Blakeplatån i Atlanten. Det senaste levande exemplaret fångades i augusti 2017 utanför Algarve i södra Portugal.
Studier i havet kring Japan visade att kråshajen föredrar bläckfiskar som byte (60 procent) som kompletteras med benfiskar (10 procent) och varierande andra ämnen. På grund av hudens konstruktion nära magsäcken antas att kråshajen kan svälja stora byten hela.

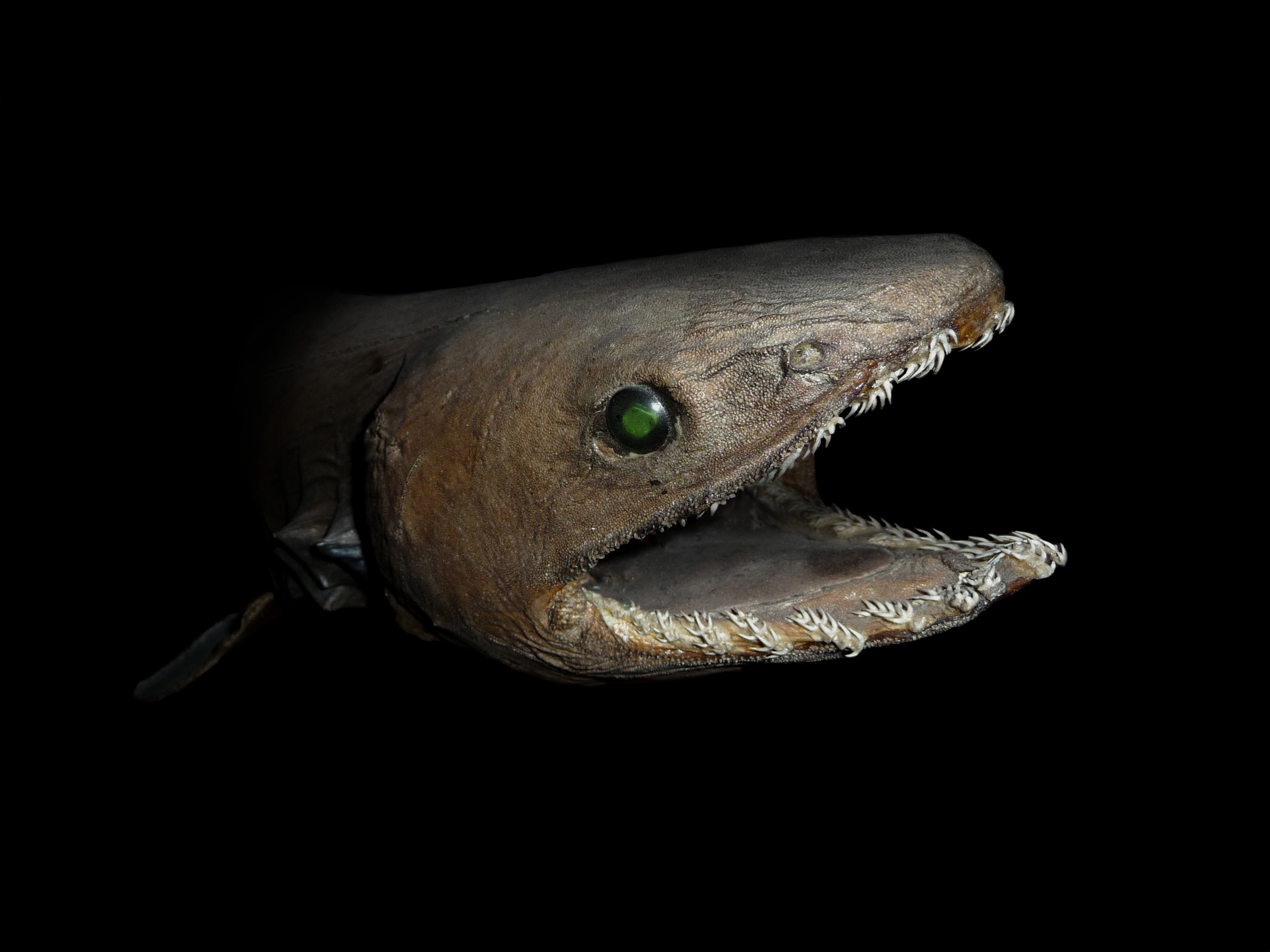
Närbild på huvudet.